# Frederick Fennell
Frederick Fennell (Cleveland (Ohio), 2 juli 1914 – Siesta Key (Florida), 7 december 2004) was een Amerikaans dirigent en muziekpedagoog.

## Levensloop
Fennell begon zijn muzikale leven als slagwerker (kleine trom) in een korps met pijpers en tamboers op zevenjarige leeftijd. Op 17-jarige leeftijd begon hij zijn training als dirigent op het National Music Camp in Interlochen, Michigan, waar hij als slagwerkstudent van 1931 tot 1933 iedere zomer deelnam. Hij studeerde aan de Eastman School of Music van de University of Rochester, in Rochester, New York en behaalde daar zijn Bachelor of Music in 1937 en zijn Master of Music in 1939. Met een studiebeurs van het Institute of International Education kon hij in 1938 aan de Universität für Musik und Darstellende Kunst "Mozarteum" Salzburg te Salzburg, Oostenrijk, zijn studies voor orkestdirectie voortzetten. In 1942 studeerde hij bij Sergei Alexandrovitsj Koussevitzky aan het Berkshire Music Center in Tanglewood. In 1948 was hij de assistent van Koussevitzky.
Fennell werd in 1939 lid van de faculteit voor orkestdirectie aan de Eastman School of Music in Rochester, New York en dirigent van het symfonieorkest, de sinfonietta en het symfonisch harmonieorkest, dat hij zelf in 1935 gesticht had. Deze periode werd onderbroken door de Tweede Wereldoorlog, waarin Fennell als National U.S.O. Music Advisor actief was. In 1945 kwam hij terug naar Rochester als dirigent van de Eastman-orkesten, het Eastman Chamber Orchestra en het Eastman Opera Theater voor nog tien jaar.
In 1952 stichtte hij het Eastman Wind Ensemble, een innoverend gezelschap dat de harmoniewereld zou veranderen. Met dit ensemble maakte hij 24 langspeelplaten voor het label Mercury Records met oorspronkelijke werken voor harmonieorkest van Amerikaanse en buitenlandse componisten. In de loop der jaren werd Fennell een van de meest opgenomen Amerikaanse dirigenten aller tijden, meestal ook als pioneer van nieuwe opnametechnieken. In 1978 dirigeerde hij de Cleveland Symphonic Winds voor Telarc Records in de eerste digitale opname in de Verenigde Staten. Eveneens nam hij als eerste met het Dallas Wind Ensemble een cd in de High definition compatible digital (HDCD)-techniek op.
Van 1962 tot 1964 was hij Associate Music Director van het Minneapolis Symphony Orchestra. In september 1965 werd hij dirigent aan de Universiteit van Miami, waar hij het symfonieorkest en het Symphonic Wind Ensemble tot 1980 gedirigeerd heeft. In 1984 werd hij chef-dirigent van het befaamde Tokyo Kosei Wind Orchestra en nam 28 cd's met dit orkest op. Met dit orkest behaalde hij ook in 1991 de eerste Japan Symphonic Musical Academy Award. In Kofu, Japan werd in 1992 een concertgebouw naar hem genoemd, de Frederick Fennell Hall. De Interlochen Center for the Arts heeft zijn bibliotheek naar hem en zijn echtgenote Elizabeth Ludwig Fennell Frederick & Elizabeth Ludwig Fennell Music Library genoemd.
Tijdens zijn hele carrière had hij steeds een goedgevulde agenda als gastdirigent. Jarenlang was hij eerste gastdirigent van de Dallas Wind Symphony en the Interlochen Arts Academy. Tot de orkesten die hij dirigeerde, behoren onder meer het Boston Pops Orchestra, het London Symphony Orchestra, het St. Louis Symphony Orchestra, het Denver Symphony Orchestra, het San Diego Symphony Orchestra, de Greater Miami Philharmonic, de New Orleans Philharmonic en het Cleveland Orchestra. Tevens dirigeerde hij schoolorkesten.
Tot de prijzen en onderscheidingen die hij ontving, behoren de eredoctoraten van de Oklahoma City University in 1958 en van de Eastman School of Music in 1988. Sinds 1955 was hij lid van de American Bandmasters Association (A.B.A.). Fennell was broer van de Phi Mu Alpha Sinfonia, een sociaal-muzikale broederschap en van de Kappa Kappa Psi, National Honorary Band Fraternity. In 1969 won hij de Columbia University Ditson Conductors Award en in 1970 werd hij geëerd met de New England Conservatory Symphonic Wind Ensemble Citation. In 1975 won hij de National Academy of Wind and Percussion Arts Oscar voor zijn buitengewone verdiensten als dirigent. In 1994 werd hij de derde dirigent, die de Theodore Thomas Award kon ontvangen; de eerste twee waren Leonard Bernstein en Georg Solti.

## Publicaties
- A Conductor's Interpretive Analysis of Masterworks for Band, Edited by Kenneth L. Neidig, ISBN 978-1-57463-094-7
- samen met: William Donald Revelli, Mark H. Hindsley, Dennis W. Fisher: Master conductors : the art of the march : a study in history, interpretation, performance practice, style, Chicago : GIA Publications, [2008], DVD Video.